# Badami (Rural) *, Badami
Badami (Rural) * là một làng thuộc tehsil Badami, huyện Bagalkot, bang Karnataka, Ấn Độ.